# St. Vincent (Soignies)

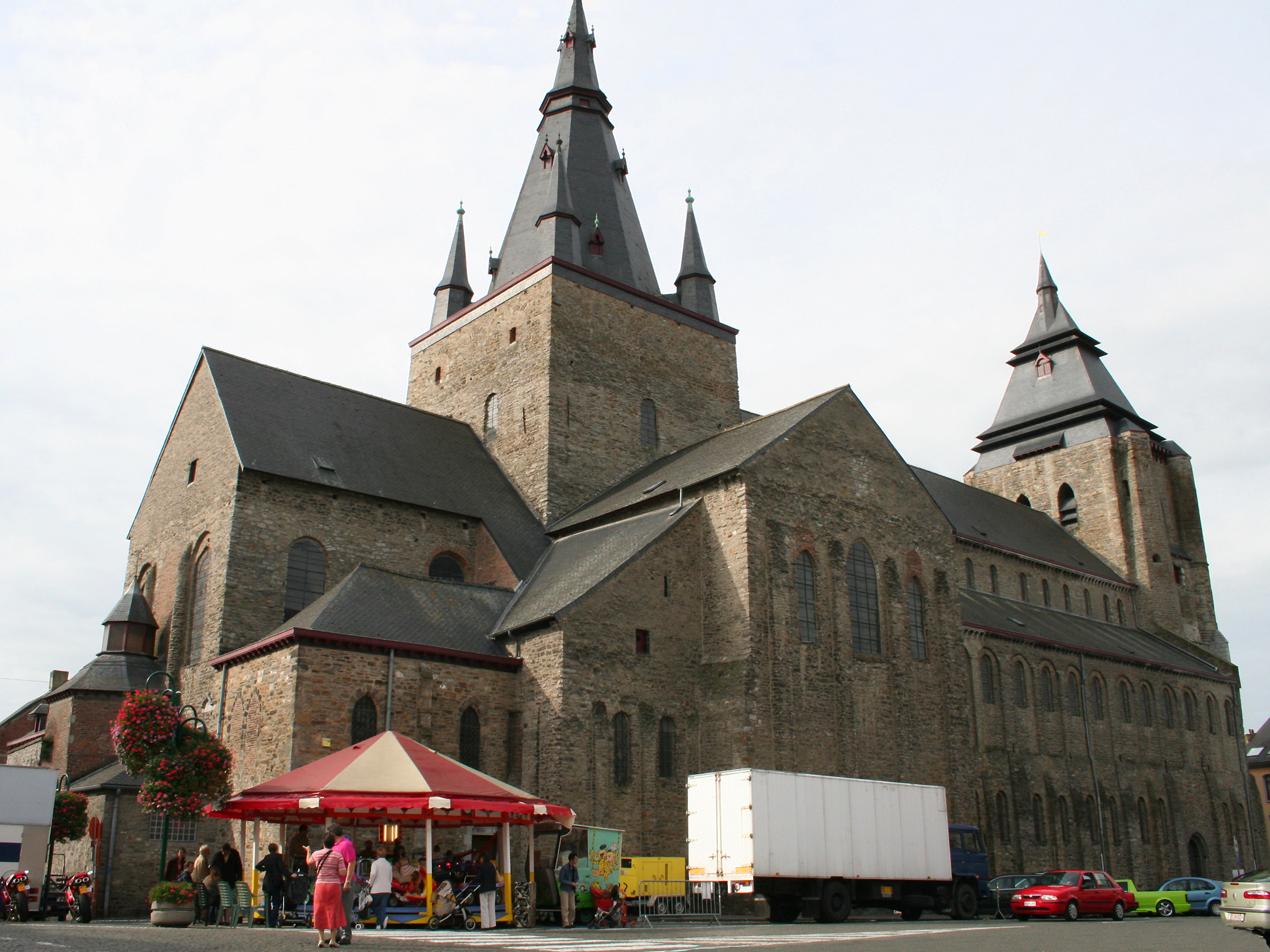
St. Vincent

St. Vincent ist eine ehemalige Kollegiatstiftskirche und heutige römisch-katholische Pfarrkirche in Soignies in der belgischen Provinz Hennegau.

## Geschichte

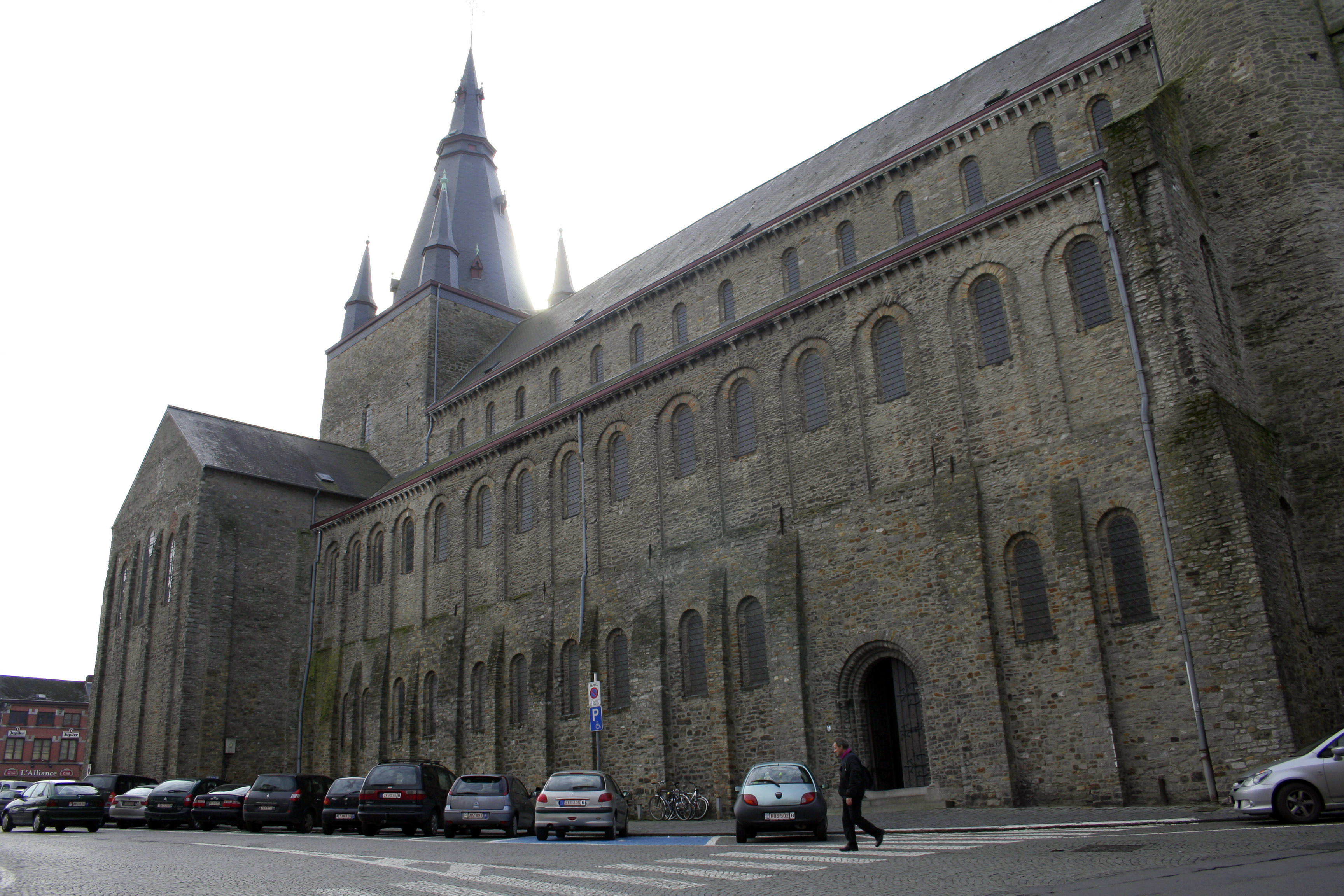
Blick zum Langhaus

Am Standort der heutigen Stiftskirche bestand wahrscheinlich schon unter den Merowingern ein Gotteshaus. Die Kirche wurde durch die Normannen zerstört und auf Veranlassung des Kölner Erzbischofs Bruno vor 957 wiederhergestellt. Mit dem Bau der großen romanischen Basilika zur Beherbergung der Reliquien des heiligen Vincents wurde im ersten Viertel des 11. Jahrhunderts begonnen. Zunächst wurden der Westbau und der Chor mit dem Querhaus fertiggestellt. Eine Weihe erfolgte 1160. Ab 1180 erfolgte der Bau des Langhauses mit den Seitenschiffen. Die urtümliche Gestalt der Wandvorlagen an den Seitenschiffmauern werden durch den Kunsthistoriker Harald Busch als „Nachklang von karolingischem Bauen“ (S. 265) charakterisiert. Der Westturm mit seinen kleinen Flankentürmen wurde im 13. Jahrhundert teilweise ummantelt.
Das Kollegiatstift wurde 1797 aufgehoben.